# 김보희
김보희(1972년 8월 4일 ~)는 대한민국의 가수다. 1993년 모노 1집 앨범 [넌 언제나]로 데뷔했다.

## 학력
- 강원대학교 삼척캠퍼스 방송영상학
- 강릉명륜고등학교
- 강릉중학교
- 강릉초등학교

## 방송
- 싱어게인2 (2021) - Top73